# Ferrer de Lanuza y Perellós
Ferrer de Lanuza y Perellós fue un noble, jurista y Justicia de Aragón.

## Vida
Fue miembro de la Casa de Lanuza, que mantenía un monopolio hereditario sobre la figura del Justicia de Aragón, siendo Ferrer el sexto de la dinastía en ejercer el cargo.
Era el hijo primogénito de Juan de Lanuza y Torrellas y de su esposa Beatriz de Espés y Fabra, hija de Ramón de Espés y de su mujer Isabel de Fabra.
Estuvo comprometido con Francisca de Mendoza, hija de los condes de Monteagudo Francisco de Mendoza y Fajardo y de su esposa Ana María de Cárdenas y Tovar.
En 1547, tras renunciar su predecesor, tomó posesión del cargo de Justicia de Aragón.
Murió el 16 de abril de 1554, siendo sucedido por su hermano Juan.